# Йохансен, Эгиль (футболист)
Эгиль Флемминг Йохансен (норв. Egil Flemming Johansen; 30 апреля 1962, Осло — 19 сентября 2023, Осло) — норвежский футболист, игравший на позиции полузащитника. Участник летних Олимпийских игр 1984 года.

## Биография

### Клубная карьера
Йохансен присоединился к клубу «Волеренга», в составе которого отыграл 4 сезона и выиграл 2 чемпионских титула. В 1987 году переехал в Бельгию, где играл за «Беверен». Вернувшись на родину, стал игроком клуба Третьего дивизиона «Фригг». Завершил карьеру в «Волеренге» в 1991 году в возрасте 29 лет.

### Карьера в сборной
В составе сборной Норвегии принимал участие на олимпийском футбольном турнире 1984 года, где сыграл в трёх матчах на групповом этапе со сборными Чили (0:0), Франции (1:2) и Катара (2:0). Сборная Норвегии не прошла в плей-офф, заняв в группе 3-е место. Всего за сборную Норвегии сыграл 12 матчей и забил 1 гол.

### Смерть
Скончался 19 сентября 2023 года в возрасте 61 года после борьбы с боковым амиотрофическим склерозом.

## Достижения
«Волеренга»
- Чемпион Норвегии (2) : 1983, 1984